# 大文乡
大文乡（佤语：da veng:1138），是中华人民共和国云南省临沧市双江拉祜族佤族布朗族傣族自治县下辖的一个乡镇级行政单位。

## 行政区划
大文乡下辖以下地区：
大文村、大忙蚌村、大梁子村、邦驮村、大南矮村、忙冒村、仟信村、户那村、太平村、清平村和邦烘村。